# أبو معشر البلخي
أَبُو مَعْشَرْ جَعْفَرْ بْنْ مُحَمَّدْ بْنْ عُمَرْ اَلْبَلْخِي (171 هـ - 271 هـ)، والذي يعرف في الغرب باسم ألبوماسر (Albumaser)، هو فلكي ورياضياتي ولد في بلخ شرقي خراسان والتي تقع حالياً في أفغانستان.
هو من أوائل الفلكيين المسلمين، ويُعتقد أنه أعظم الفلكيين في البلاط العباسي في بغداد. لم يكن أبو معشر المبتكر الرئيسي لمجاله في وقته، ولكن كان لكتيباته العملية التي ساهمت في تدريب المنجّمين تأثيرًا عميقًا على التاريخ الفكري الإسلامي، وذلك من خلال الترجمات من أوروبا الغربية والبيزنطية.

## نبذة
كان من أشهر علماء الفلك المسلمين. كثير من أعماله ترجمت إلى اللاتينية وكانت معروفة في أوروبا حيث كان يعرف هناك باسم ألبوماسر.قدم إلى بغداد طلباً للعلم فكان منزله في الجانب الغربي منها بباب خرسان، على ما جاء في الفهرست وكان أولاً من أصحاب الحديث، فكان يضاغن الفيلسوف أبا يوسف يعقوب اسحق الكندي، ويغري به العمة، ويشنع عليه بعلوم الفلاسفة، قال ابن النديم: فدّس عليه الكندي من حسّن له النظر في علم الحساب والهندسة فدخل في ذلك، وعدل إلى علم أحكام النجوم، وانقطع شره عن الكندي.
ويقال أنه تعلم النجوم بعد سبع وأربعين سنة من عمره، فضلا عن دراسة التاريخ العام وأخبار الفرس خاصة، حتى غدا«أعلم الناس بيسر الفرس وأخبار سائر الأمم» على حد قول ابن صاعد.
وشأن علماء عصره قرن البلخي علم النجوم بصناعة التنجيم، وكان بالتنجيم أميل حتى اشتهر به، قال فيه ابن النديم:«وكان فاضلا، حسن الإصابة. وقال ابن صاعد الأندلسي» عالم أهل الإسلام بأحكام النجوم، وصاحب التآليف الشريفة والمصنفات المفيدة في صناعة الأحكام وعلم التعديل»، ونقل من بعض المجاميع أن أبا معشر كان متصلا بخدمة بعض الملوك، وأن ذلك الملك طلب رجلا من أتباعه وأكابر دولته، ليعاقبه بسبب جريمة صدرت منه، فاستخفى، وعلم أن أبا معشر يدل عليه بالطرائق التي يستخرج بها الخبايا والأشياء الكامنة، فأراد أن يعمل شيئاً لا يهتدي إليه ويبعد عنه حدسه، فأخذ وعاءً وجعل فيه دماً، وجعل في الدم هاون ذهبا، وقعد على الهاون اياما، وتطلب الملك ذلك الرجل، وبالغ في التطلب، فلما عجز عنه أحضر أبا معشر وقال له:«تعرفني موضعه بما جرت عادتك به» فعمل أبا معشر المسألة التي يستخرج بها الخبايا، وسكت زمانًا حائرًا، فقال الملك له: «ما سبب سكوتك وحيرتك؟» قال: «أرى شيئا عجيبًا»، فقال: «ماهو؟»، قال:«أرى الرجل المطلوب على جبل من ذهب، والجبل في بحر من دم، ولا اعلم في العالم موضعا من البلاد على هذه الصفة»، فقال له: «أعد نظرك، وغير المسألة، وجددأخذالطالع»، ففعل ثم قال: «ماأراه إلا ما ذكرت، وهذا شيء ما وقع لي مثله»، فما يأس الملك من القدرة عليه بهذه الطريقة، نادى في البلد بالأمان للرجل، ولمن أخفاه، وأظهر من ذلك ما وثق به، فلماطمأن الرجل ظهر وحضر بين يدي الملك، فسأله عن الموضع الذي كان فيه، فأخبره بما اعتمده، فأعجبه حسن احتياله في اسخفاء نفسه، ولطافة أبي معشر في استخراجه.
واتصل أبو معشر بالموفق، أخي المعتمد فاتخذهنجماله، وكان معه في محاصرته للزنج بالبصرة، ويبدو أنه سكن واسط في أواخر أيامه، وفيها مات في 28رمضان سنة 272هجري، قيل: كان موته بالصرع لأنه كان يعتريه صرع عند أوقات الامتلاءات القمرية، بناء على ما ذكر ابن العبري وكان مدمنا على الخمر مستهترا بمعاقرتها.

## حياة

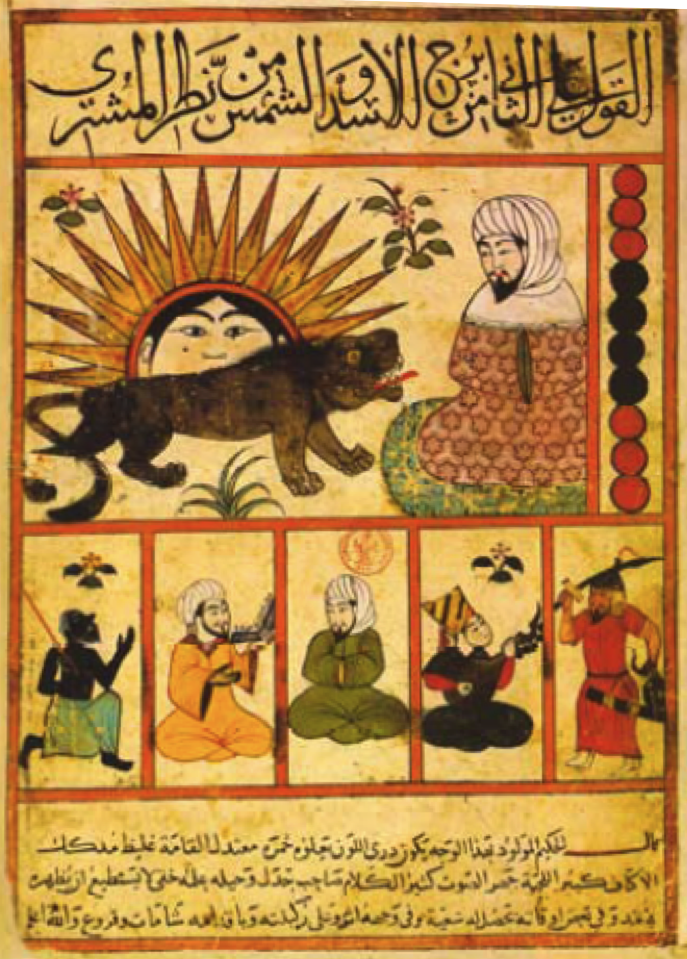
صفحة من «كِتَابُ اَلْمَوَالِيدِ» للعلامة ابو معشر جعفر بن محمد البلخي.

وُلد أبو معشر في مدينة بلخ التابعة لإقليم خراسان في 10 آب/أغسطس من عام 787 وتوفي في 9 آذار/مارس في عام 886. هو أحد الداعمين الرئيسين لإشعال الثورة العباسية في أوائل القرن الثامن. بقي سكان هذه المدينة، كما كان الحال عمومًا في المناطق الحدودية للغزو العربي لبلاد فارس، مكرسين ثقافياً لتراثها الساساني والإغريقي. جاء أبو معشر إلى بغداد في السنوات الأولى لخلافة المأمون (813-833). يقول كتاب الفهرست لمؤلفه ابن النديم أنه عاش في الجانب الغربي من بغداد بالقرب من باب خراسان عند البوابة الشمالية الشرقية للمدينة الأصلية على الضفة الغربية لنهر دجلة.
كان أبو معشر عضواً في الجيل الثالث (بعد الغزو العربي) للنخبة الفكرية الخراسانية ذات التوجه البهلوي، ودافع عن نهج الانتقائية التي وصفت بأنها مدهشة ومتناقضة. أنقذته سمعته من الاضطهاد الديني، وذكرت إحدى المراجع إحدى الحوادث التي مرّ بها بسبب ممارسته للتنجيم حيث تعرض للجلد من قبل الخليفة العباسي المستعن بالله (862-866). كان أبو معشر باحثًا في الأحاديث النبوية، ونقل اهتمامه إلى علم الفلك في سن السابعة والأربعين وفقًا لتقاليد السيرة الذاتية. كان أيضًا في نزاع مستمر مع الكندي، وهو الفيلسوف العربي الأول في عصره والذي كان ضليعًا في الأرسطية والأفلاطونية. كانت مواجهته مع الكندي هي التي أقنعت أبو معشر بالحاجة إلى دراسة الرياضيات من أجل فهم الحجج الفلسفية.
يحتوي كتاب النديم على مقتطف من كتاب أبو معشر حول أشكال الجداول الفلكية، ويصف هذا الكتاب كيف جمع الملوك الفرس أفضل مواد الكتابة في العالم للحفاظ على كتبهم في العلوم وإيداعها في قلعة سارويه في مدينة جاي الفارسية في إصفهان.
يذكر أمير خسروف أن أبو معشر جاء إلى بيناراس (فاراناسي) ودرس علم الفلك هناك لمدة عشر سنوات. يقال إن أبو معشر قد توفي عن عمر يناهز 98 عامًا في مدينة واسي شرق العراق خلال الليلتين الأخيرتين من رمضان في 9 آذار/مارس في عام 866، ويقول البعض أنه عاش حتى عمر المئة سنة وذلك اعتمادًا على إحصاء السنة الإسلامية.

## أعماله
لا توجد أعماله في علم الفلك على أرض الواقع الآن، ولكن لا يزال من الممكن الحصول على بعض محتوى هذه الأعمال من الملخصات الموجودة في أعمال علماء الفلك اللاحقين أو من أعمال التنجيم.
ترك أبو معشر مصنفات جمة في النجوم والتنجيم، ذكر منها ابن النديم بضعة وثلاثين كتابا، على أنه لم ينج من التهمة بانتحال مؤلفات غيره، ولعله استفاد من آثار معاصريه، كما استفاد من آثار قدامى الفرس والهنود في أحكام النجوم، فكان في طليعة من أخذ عنهم من علماء عصره سند بن علي، وعبد الله بن يحيى، ومحمد بن الجهم، على أنه لم تتسع شهرته وتتجاوز حدود بلده، حتى نحل بدوره من المصنفات ما كان بريئا منها.

## أشهر كتبه
• كتاب المدخل الكبير، وهو مقدمة في علم التنجيم. تُرجم هذا العمل إلى العديد من اللغات كاللاتينية واليونانية وذلك ابتداءًا من القرن الحادي عشر. كان له تأثيرًا كبيرًا على الفلاسفة الغربيين مثل ألبرت الكبير. 
• كتاب مختصر المدخل، وهو نسخة مختصرة عن كتابه المدخل الكبير. تُرجم لاحقًا إلى اللاتينية.
• كتاب الملل والدول (كتاب عن الأديان والسلالات)، وهو من أهم أعمال أبو معشر، وعُلق عليه في الأعمال الرئيسية لروجر بيكون وبيير ديلي وبيكو ديلا ميراندولا.
• كتاب في ذكر ما تدل عليه الأشخاص الأولياء (على إشارات الأجرام السماوية).
• كتاب الدلالات على الاتصالات وقرانات الكواكب (كتاب مؤشرات الاقتران الكوكبي).
• كتاب الآلاف.
• كتاب تحاويل سني العلم (أزهار أبو معشر). يستخدم هذا الكتاب الأبراج لفحص أشهر وأيام السنة، وكان دليلًا للمنجمين. تُرجم في القرن الثاني عشر من قبل جون إشبيلية.
• كتاب تحاويل سني المواليد (كتاب ثورات سنوات المواليد). تُرجم إلى اليونانية في عام 1000 ومن ثم إلى اللاتينية في القرن الثالث عشر.
• كتاب مواليد الرجال والنساء الذي عُمم على نطاق واسع في العالم الإسلامي.  نسخ عبد الحسن الإصفهاني مقتطفات إلى القرن الرابع عشر تصوّر مخطوطة كتاب البلحان (حوالي 1390).

### الترجمات اللاتينية واليونانية
تُرجم كتاب أبو معشر بعنوان «كتاب المدخل الكبير» الذي كُتب في عام 848 لأول مرة إلى اللاتينية من قبل المترجم يوحنا الإشبيلي في عام 1133، وانتشر تحت عنوان «مقدمة في علم الفلك»، وترجمه هيرمان الدالمسياتي مرة أخرى بشكل مختصر وأقل أدبية تحت عنوان «الاتصالات الكبير» في عام 1140.
جادل ليماي في عام 1962 أن كتابات أبو معشر كانت على الأرجح المصدر الأصلي الأكثر أهمية لإصلاح أرسطو لعلماء أوروبا في العصور الوسطى قبل منتصف القرن الثاني عشر. طُبعت ترجمة هيرمان الدالمسياتي لأول بين عامي 1488 و 1489، وطُبعت مرة أخرى في مدينة البندقية في عام 1506 وعام 1515.

## وصلات خارجية
- أبو معشر البلخي على موقع الموسوعة البريطانية (الإنجليزية)
- صفحة عن العالِم في موسوعة علماء العرب